# Don Saleski
Donald Patrick Saleski (Moose Jaw, 10 ottobre 1949) è un ex hockeista su ghiaccio canadese che nel corso della carriera giocò nella National Hockey League.

## Carriera
Saleski iniziò a giocare nella lega giovanile del Saskatchewan vestendo per tre stagioni la maglia dei Regina Pats. Nel 1969 era stato selezionato al sesto giro dai Philadelphia Flyers in occasione dell'NHL Amateur Draft. Nella stagione successiva rimase bloccato a causa della mononucleosi perdendo quasi tutto l'anno.
Fu per questo motivo che il suo esordio nel mondo dei professionisti giunse solo nella stagione 1970-71 nella American Hockey League con il farm team dei Flyers, i Quebec Aces, mentre un anno più tardi restò sempre in AHL ma con i Richmond Robins. Nella primavera del 1972 Saleski fece il proprio esordio in National Hockey League giocando una partita contro i Detroit Red Wings. Dall'anno successivo divenne un titolare e presto si guadagnò il soprannome di Big Bird data la capigliatura simile all'omonimo personaggio di Sesame Street.
Di ruolo attaccante Saleski si specializzò con successo nella fase difensiva del penalty-killing, mentre soprattutto nei primi anni si rendeva spesso protagonista di risse e duri contrasti nei confronti degli avversari, in linea con la fama acquisita dai Flyers di giocatori fisici e scorretti. Con la maglia dei Flyers Saleski vinse due Stanley Cup consecutive nel 1974 e nel 1975.
Rimase a Philadelphia fino al marzo del 1979, quando venne ceduto ai Colorado Rockies. Tuttavia a Denver fin da subito non si trovò d'accordo con il nuovo allenatore della squadra Don Cherry e dopo una sola stagione completa nel 1980 Saleski decise di ritirarsi dall'attività agonistica.

## Palmarès

### Club
- Stanley Cup: 2

Philadelphia: 1973-1974, 1974-1975